# Meg 2: Die Tiefe
Meg 2: Die Tiefe (Originaltitel: Meg 2: The Trench) ist ein US-amerikanisch-chinesischer Science-Fiction-Actionfilm von Regisseur Ben Wheatley, der am 3. August 2023 in die deutschen und am darauffolgenden Tag in die US-amerikanischen Kinos kam. Es handelt sich um eine Filmadaption des Romans The Trench des US-amerikanischen Autors Steve Alten und um eine Fortsetzung zu Meg aus dem Jahr 2018. Die Hauptrolle des Tiefseetauchers Jonas Taylor übernahm erneut Jason Statham.

## Handlung
Fünf Jahre nachdem Jonas Taylor gegen einen Megalodon gekämpft hat, engagiert sich der Tiefseetaucher verstärkt für den Schutz der Ozeane. Seine ehemalige Partnerin, die Meeresforscherin Suyin Zhang, ist mittlerweile verstorben, und so muss sich Jonas gemeinsam mit Suyins Bruder Jiuming um die Erziehung ihrer Tochter Meiying kümmern. Das von Jiuming und der Mäzenin Hillary Driscoll geleitete Ozeaneum in Hainan beherbergt als neuste Attraktion den Megalodon Haiqi, den man einst als Jungtier verwundet vorfand. Jiuming konnte zu Haiqi zwar eine vertrauliche Beziehung aufbauen, doch das Tier bricht eines Tages aus seinem Becken aus und verschwindet im Meer.
Jonas, Jiuming und Meiying reisen zur Meeresforschungsstation „Mana One“ im Pazifischen Ozean, von wo aus mit U-Booten routinemäßige Erkundungstouren des Marianengrabens durchgeführt werden sollen. Zusammen mit den Tauchern Rigas, Curtis, Sal und Lance treten Jonas und Jiuming die Reise in die Tiefen des Meeres an; ebenso hat sich die neugierige Meiying an Bord eines der beiden Schiffe geschlichen. Die Einheit passiert die Thermokline, entdeckt Haiqi in der Tiefe und beschließt, dem Tier in ein unbekanntes Territorium zu folgen. Dort treffen die Forscher auf weitere Megalodons und stoßen schließlich auf eine geheime Unterwasserstation.
Die Unterwasserstation wird von Driscolls Verbündetem Montes geleitet und soll wertvolle Mineralien illegal aus den Tiefen des Meeres abschürfen. Als Montes die Ankunft des Forschungsteams bemerkt, verursacht er zur Spurenbeseitigung eine Unterwasserexplosion. Diese reißt nicht nur ein Loch in die Thermokline, sondern verschüttet auch beide U-Boote, woraufhin sich die sieben Expeditionsmitglieder mit Taucheranzügen zur Station retten wollen. Auf dem Weg dorthin wird Lance von einem unbekannten Lebewesen getötet, Sal erstickt aufgrund von Sauerstoffmangel und Curtis’ Taucheranzug implodiert in Folge einer Beschädigung.
In der Station müssen die vier Überlebenden feststellen, dass sich Jess, eine neben James „Mac“ Mackreides und DJ von der Mana One aus operierende Missionsleiterin, an den illegalen Machenschaften von Montes beteiligt hat. Jess sperrt die Forscher ein und fordert von Rigas, Jonas mit einer Harpune zu töten, andernfalls werde sie die Rettungskapseln ablösen. Da Rigas den Befehl verweigert, flutet Jess die Kammer. Jonas kann über einen Luftschacht aus dem Raum entkommen, taucht zum Eingang der Station, entscheidet dort einen Zweikampf mit Montes für sich und rettet seine drei Mitstreiter kurz vor dem Ertrinken.
Mit Montes’ U-Boot treten die vier Überlebenden den Weg zurück zur Wasseroberfläche an, ziehen dabei allerdings so viel Aufmerksamkeit auf sich, dass ihnen drei Megalodons und weitere Urzeittiere durch das Loch in der Thermokline folgen. Auf der mittlerweile von Driscolls Männern besetzten Mana One sammeln die Forscher Mac sowie DJ ein und treten zu sechst die Flucht zur nahegelegenen Ferieninsel Fun Island an. Auch Montes konnte sich aus dem Marianengraben retten, während Jess von einem aufgetauchten Megalodon gefressen wird.
Auf Fun Island bricht Chaos aus, als die Urzeittiere Urlauber angreifen. Jonas versucht die Megalodons mit selbstgebauten Harpunen zu töten, wird dabei allerdings von Montes behindert. Dieser sinnt auf Rache und möchte den Tiefseetaucher und die anderen Überlebenden um jeden Preis töten, wird von Jonas letztendlich aber ins Maul eines Megalodons gestoßen. Auch Driscoll kommt durch amphibienartige Tiere auf der Insel ums Leben. Jonas und Jiuming können gemeinsam die restlichen Megalodons und einen Kraken töten. Als sie Haiqi im Wasser auf sich zukommen sehen, kann Jiuming das Tier von der Gruppe weglenken, woraufhin sich die Überlebenden an den Strand retten können.

## Produktion

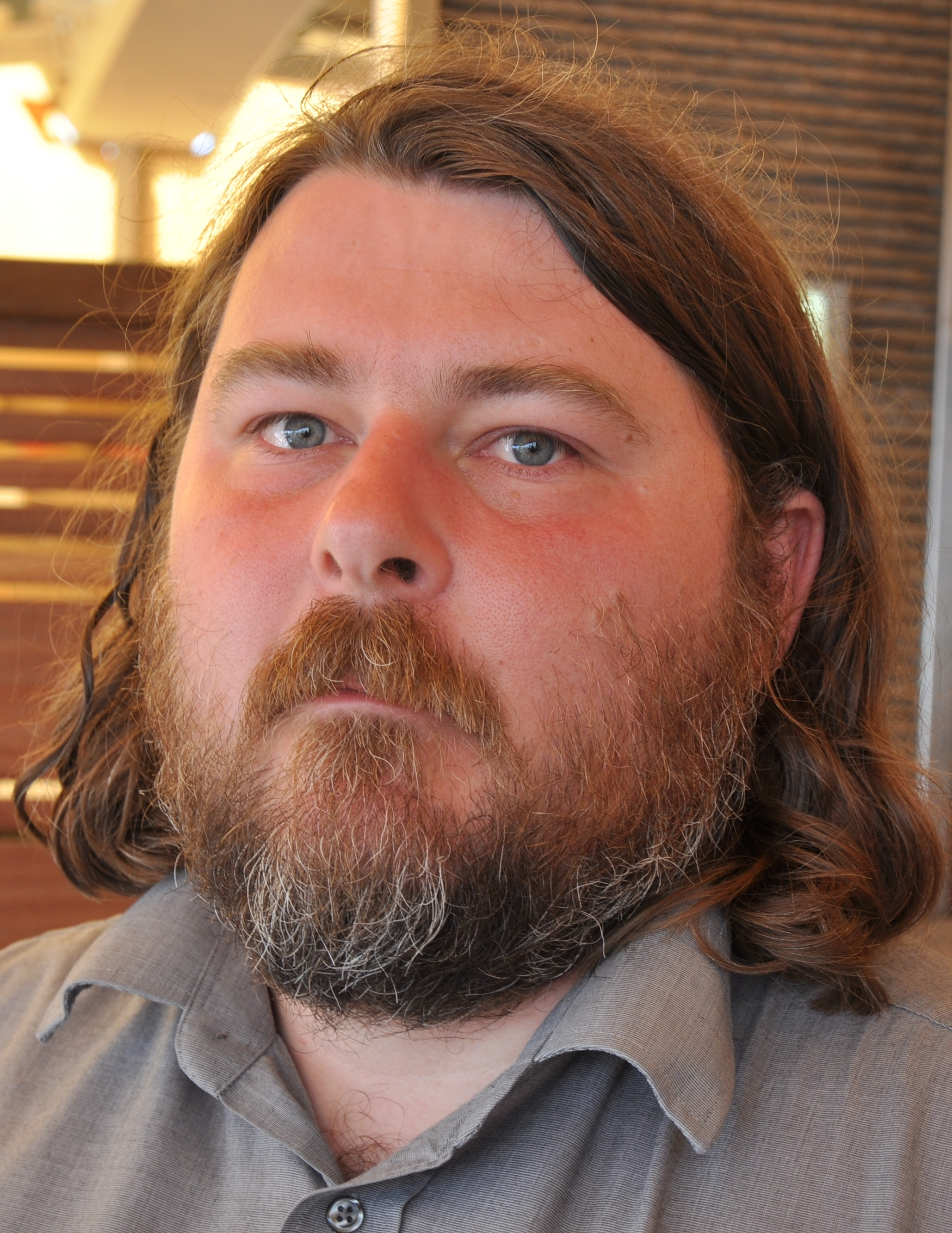
Regisseur Ben Wheatley

Noch vor der Veröffentlichung von Meg äußerte sich Hauptdarsteller Jason Statham im April 2018, dass im Falle eines finanziellen Erfolges an den Kinokassen weitere Bücher der zugrunde liegenden Meg-Romanreihe des US-amerikanischen Autors Steve Alten verfilmt werden könnten. Der Actionfilm erhielt schließlich zwar nur durchwachsene Kritiken, konnte weltweit allerdings über das Vierfache seines auf 130 Millionen US-Dollar geschätzten Produktionsbudgets einspielen, woraufhin die ausführende Produzentin Catherine Xujun Ying im Oktober 2018 die Arbeiten an einer Fortsetzung bestätigte.
Zwei Jahre später verpflichtete Warner Bros. den Engländer Ben Wheatley für den Regieposten, während man zeitgleich auch die Rückkehr von Hauptdarsteller Jason Statham verkündete. Das Drehbuch wurde wie beim Vorgängerfilm von Jon und Erich Hoeber basierend auf einem Entwurf von Dean Georgaris geschrieben; ebenso kehrten die Produzenten Lorenzo di Bonaventura und Belle Avery für die Fortsetzung zurück. Um die kulturelle Integrität der asiatischen Figuren zu gewährleisten, beteiligten sich außerdem weitere chinesische Autoren am Drehbuch.
Neben Jason Statham sollte ursprünglich auch Hauptdarstellerin Li Bingbing für die Fortsetzung als Meeresforscherin Suyin Zhang zurückkehren, ehe die Schauspielerin die Produktion aus nicht näher genannten Gründen verließ. Stattdessen schlossen sich Wu Jing, Sergio Peris-Mencheta, Skyler Samuels und Sienna Guillory als Neuzugänge der Besetzung an. Daneben kehrten auch Cliff Curtis, Page Kennedy und Shuya Sophia Cai in ihren Rollen zurück.
Die Dreharbeiten mit Kameramann Haris Zambarloukos begannen Ende Januar 2022 in den Warner Bros. Studios Leavesden nahe London. Im Mai des Jahres wurden die Studioaufnahmen in Großbritannien abgeschlossen und die Produktion für Außenaufnahmen nach Asien verlagert. Dort diente die thailändische Provinz Phuket als Kulisse für den tropischen Schauplatz, während die Second Unit in Hainan, Shanghai und Qingdao drehte. Um Unterwasseraufnahmen möglichst detailgetreu einfangen zu können, griff Zambarloukos dabei auf hochentwickelte Unterwasserkameras zurück, die zuvor bereits für die BBC-Dokumentationsreihe Der blaue Planet zum Einsatz kamen. Die Filmmusik komponierte wie beim Vorgängerfilm Harry Gregson-Williams. Das aus 13 Musikstücken bestehende Soundtrack-Album wurde am 28. Juli 2023 digital bei WaterTower Music veröffentlicht. Nebendarsteller Page Kennedy steuerte zu diesem den Song Chomp bei.
Ein Trailer zum Film wurde am 8. Mai 2023 veröffentlicht. Die Weltpremiere erfolgte am 9. Juni 2023 auf dem Internationalen Filmfestival Shanghai. Meg 2: Die Tiefe kam am 3. August 2023 in die deutschen und am darauffolgenden Tag in die US-amerikanischen Kinos. Der digitale Heimkinostart erfolgte in den Vereinigten Staaten am 25. August 2023, ehe der Film am 24. Oktober 2023 auch auf DVD und Blu-ray erschien.

## Synchronisation
Die deutschsprachige Synchronisation entstand nach einem Dialogbuch und unter der Dialogregie von Sven Hasper bei RC Production.
| Rolle                  | Darsteller            | Synchronsprecher      |
| ---------------------- | --------------------- | --------------------- |
| Jonas Taylor           | Jason Statham         | Thomas Nero Wolff     |
| Jiuming Zhang          | Wu Jing               | Tobias Nath           |
| Meiying Zhang          | Shuya Sophia Cai      | Lily Alma Bredack     |
| James „Mac“ Mackreides | Cliff Curtis          | Johannes Berenz       |
| DJ                     | Page Kennedy          | Dennis Schmidt-Foß    |
| Rigas                  | Melissanthi Mahut     | Flavia Vinzens        |
| Hillary Driscoll       | Sienna Guillory       | Sarah Riedel          |
| Montes                 | Sergio Peris-Mencheta | Tommy Morgenstern     |
| Jess                   | Skyler Samuels        | Melanie Hinze         |
| Curtis                 | Whoopie Van Raam      | Janina Isabell Batoly |
| Sal                    | Kiran Sonia Sawar     | Nicole Hannak         |
| Lance                  | Felix Mayr            | Amadeus Strobl        |

## Rezeption

### Altersfreigabe
In den Vereinigten Staaten erhielt Meg 2: Die Tiefe von der MPA aufgrund von Action, Gewalt, der Sprache und einigen blutigen Bildern ein PG-13-Rating. Diese für Haifilme vergleichsweise niedrige Altersfreigabe erklärte Produzent Lorenzo di Bonaventura damit, dass größtenteils auf Gore verzichtet und stattdessen auf eine eher humorvolle Tonalität gesetzt wurde. In Deutschland vergab die FSK eine Freigabe ab 12 Jahren. In der Freigabebegründung heißt es, die einfache Geschichte sei mit zahlreichen genretypisch in Szene gesetzten und wirkmächtigen Kampf- und Actionszenen erzählt. Die zahlreichen spannenden Passagen würden allerdings durch ruhigere Momente und humorvolle Dialoge aufgelockert werden. Außerdem böten die vielen deutlichen Überzeichnungen und Übertreibungen Distanzierungsmöglichkeiten. Der Verzicht des Films auf drastische Darstellungen sowie die Betonung von Werten wie Zusammenhalt und Kooperation würden ebenfalls dazu beitragen, dass für Jugendliche ab 12 Jahren kein Risiko einer Übererregung oder Desorientierung bestehe.

### Kritiken
Meg 2: Die Tiefe konnte 27 % der 182 bei Rotten Tomatoes gelisteten Kritiker überzeugen und erhielt dabei eine durchschnittliche Bewertung von 4,5 von 10 Punkten. Als zusammenfassendes Fazit zieht die Seite, trotz vieler lustiger Momente leide der Film unter seiner zusammenhangslosen Geschichte, die erst spät etwas Spannung erzeugen könne. Bei Metacritic erhielt die Fortsetzung basierend auf 38 Kritiken einen Metascore von 40 von 100 möglichen Punkten.
Als „lebhafte Fortsetzung“ und deutliche Verbesserung gegenüber dem nur lauen Vorgängerfilm wird Meg 2: Die Tiefe von Calum Marsh in seiner Kritik für die New York Times bezeichnet. Der Film sei blutrünstiger, lustiger und stilvoller als der erste Teil, gehe im Stile von Vergessene Welt: Jurassic Park den logischen nächsten Schritt einer Fortsetzung und setze so auf ein größeres Repertoire an prähistorischen Raubtieren. Da jeder Haifilm zwangsläufig im Schatten von Der weiße Hai stehe, orientiere sich Regisseur Ben Wheatley daher eher spielerisch an Der weiße Hai 2. Durch die kinofreundliche PG-13-Freigabe müsse er das Gemetzel zwar merklich begrenzen, finde aber dennoch viele kreative Wege, Antagonisten und Nebencharaktere abzuschlachten. Der leichte, respektlose Ton grenze dabei fast schon an eine Parodie, fühle sich im Vergleich zum Vorgängerfilm aber dem Material angemessener und nicht erzwungen an. Meg 2: Die Tiefe sei so oftmals amüsant und gebe auch seinen Nebendarstellern wie Cliff Curtis oder Page Kennedy mehr Freiheiten, sich in Albernheiten auszutoben.
Deutlich kritischer steht Owen Gleiberman von Variety dem Film gegenüber und bezeichnet Meg 2: Die Tiefe als fast schon „unanschaubaren, halbwegs absurden Big-Budget-Schrott“. In der geldgierige Over-the-Top-Fortsetzung überrollen visuelle Effekte die Figurenentwicklungen,  unzusammenhängende Dialoge würden wie von einer künstlichen Intelligenz generiert wirken und eine B-Movie-Generik lasse den Film in Lächerlichkeit verfallen. Meg 2: Die Tiefe sei betäubend formelhaft und voller Unterwasser-Action-Klischees, die titelgebenden Megalodons würden dabei kaum etwas zur Spannung beitragen, doch der dritte Akt sei in seiner Schamlosigkeit unterhaltsam. Auch wenn die Fortsetzung so im Finale deutlich zulegen könne, sei sie zwar immer noch kein guter Film, aber die Definition eines Sommerblockbusters.
Enttäuscht zeigt sich auch Kate Erbland von IndieWire, für die Meg 2: Die Tiefe keines seiner Versprechen einlösen könne und nur gelegentlich unbeabsichtigt Spaß mache. Wo das Publikum doch eigentlich nur Kämpfe zwischen Hauptdarsteller Jason Statham und den titelgebenden Haien sehen wolle, drehe sich die Fortsetzung in der ersten Stunde durch eine langweilige, bizarr verschachtelte Handlung. Das von Jon Hoeber, Erich Hoeber und Dean Georgaris verfasste Drehbuch überhäufe den Zuschauer dabei ungeschickt mit Informationen, treibe die Geschichte aber kaum voran und mangele an der titelgebenden Bedrohung. Der gelegentlich aufblitzende schwarze Humor fühle sich dabei eher zufällig an, während sich Nebenfiguren kaum unterscheiden würden. Besonders enttäuschend sei für Erbland letztendlich der durchaus verrückte und unterhaltsame Schlussakt, da dort gezeigt werde, was Meg 2: Die Tiefe tatsächlich hätte sein können.
Ein vernichtendes Urteil zieht Karsten Munt vom Filmdienst, für den das gezeigte Geschehen ein erstaunlich reiz- und konturloser, digital vorgekauter „Blockbuster-Brei“ sei. Meg 2: Die Tiefe versuche dabei ungelenk, „eine Art von Ambiguität gegenüber den Riesenhaien aufzubauen“, doch die Tiere dienen nur als Hauptattraktion, wenn sie Jagd auf Menschen machen sollen, und werden nie in einem sinn- oder spaßstiftenden Kontext eingesetzt. Im Vergleich zum thematisch ähnlichen Deep Blue Sea bleibe so auch der zweite Meg-Film flach und einfallslos. Einzig positiv sei die Chemie zwischen den drei Hauptdarstellern Jason Statham, Wu Jing und Shuya Sophia Cai hervorzuheben, doch der freundschaftliche Wettbewerb zwischen beiden Männern werde nie mehr als das zweckmäßige Konstrukt einer globalen Absatzstrategie der US-amerikanisch-chinesischen Co-Produktion.

### Einspielergebnis
Am Startwochenende konnte Meg 2: Die Tiefe in den Vereinigten Staaten mit Einnahmen von rund 30 Millionen US-Dollar den zweiten Platz der US-amerikanischen Kino-Charts belegen. Auch in Deutschland startete die Fortsetzung erfolgreich, musste sich mit 305.000 verkauften Kinotickets zwar den Blockbustern Barbie und Oppenheimer geschlagen geben, verzeichnete in den ersten Tagen allerdings fast doppelt so viele Kinobesucher wie der Vorgängerfilm im Jahr 2018. International erreichte der Film in insgesamt 23 Ländern die Spitzenposition der Kino-Charts und verzeichnete dabei ein Einspielergebnis von rund 112 Millionen US-Dollar. Die weltweiten Einnahmen aus Kinovorführungen belaufen sich auf 397,7 Millionen US-Dollar, von denen Meg 2: Die Tiefe allein 82,6 Millionen US-Dollar im nordamerikanischen Raum und 118,7 Millionen US-Dollar in China erwirtschaften konnte. In Deutschland verzeichnete der Film insgesamt 1.108.155 Kinobesucher, durch die er 11,3 Millionen Euro einnehmen konnte.

### Auszeichnungen
Goldene Himbeere 2024
- Nominierung als Schlechtester Film
- Nominierung für die Schlechteste Regie (Ben Wheatley)
- Nominierung als Schlechtester Schauspieler (Jason Statham)